# Фонтан молодості (фільм)
«Фонтан молодості» (англ. Fountain of Youth) — американський пригодницький фільм-пограбування режисера Гая Річі та сценариста Джеймса Вандербільта. У ролях: Джон Кразінські, Наталі Портман, Донал Глісон, Ейса Гонсалес, Лаз Алонсо і Кармен Іджого.

## Синопсис
Рідні брат і сестра вирушають у подорож, щоб знайти словнозвісний Фонтан молодості.

## Акторський склад
| Актор           | Роль           |
| --------------- | -------------- |
| Джон Кразінські | Люк Пурдю      |
| Наталі Портман  | Шарлотта Пурдю |
| Ейса Гонсалес   | Есмі           |
| Донал Глісон    | Оуен Карвер    |
| Кармен Іджого   | Деб МакКолл    |
| Стенлі Туччі    | Старійшина     |
| Лаз Алонсо      | Патрік Мерфі   |
| Аріан Моайєд    | Джамал Аббас   |

## Виробництво
У березні 2023 року було оголошено, що режисером фільму стане Декстер Флетчер, а сценарій напише Джеймс Вандербільт.
У січні 2024 року Флетчер покинув проект, і режисером став Ґай Річі, а на головні ролі запросили Джона Кразінські та Наталі Портман. Очікувалося, що зйомки розпочнуться на початку 2024 року. Донал Глісон і Ейса Гонсалес приєдналися до акторського складу того місяця, а Лаз Алонсо приєднався в лютому. Аріан Моайєд і Кармен Еджого доєдналися в березні.
Зйомки розпочалися в Бангкоку в лютому 2024 року, також зйомки проходили у Відні та Луксорі в березні. Зйомки закінчилися в жовтні 2024.

## Випуск
Вихід фільму на Apple TV+ відбувся 23 травня 2025 року.